# Río Blanco (municipalité)
Pour les articles homonymes, voir Río Blanco.
La municipalité de Río Blanco est l'une des 212 municipalités de l'État de Veracruz, et est située dans la partie centrale de cet État. Elle se situe à l'ouest du golfe du Mexique, sur les contreforts de la chaîne de montagnes de la Sierra Madre orientale, et fait partie du bassin versant de la rivière Río Blanco, affluent nord du fleuve Río Papaloapan. Son chef-lieu est la ville éponyme de Río Blanco. Elle dépend de la région administrative de Las Montañas, qui est une des 10 subdivisions administratives de l'État de Veracruz. Elle fait également partie de la "Zona metropolitana de Orizaba", qui regroupe autour de la ville de Orizaba les municipalités faisant partie de sa sphère d'influence.

## Géographie
La municipalité de Río Blanco s'étend en rive nord de la rivière Río Blanco, qui forme sa limite administrative au sud. Elle est traversée par deux affluents de cette rivière, qui confluent sur son territoire, en rive nord : le Río Chiquito, qui vient du sud-ouest, et le Río la Carbonera, venant du nord-ouest, ce dernier formant brièvement sa limite nord-est. Assise sur les contreforts de la chaîne de montagnes de la Sierra Madre orientale, son altitude oscille entre 1300 et 2400 mètres. Son chef-lieu, la ville éponyme de Río Blanco, occupe la partie sud de son territoire, en rive nord de la rivière Río Blanco. Cette ville se trouve en situation de conurbation avec ses voisines Orizaba à l'est et Nogales et Huiloapan de Cuauhtémoc au sud-ouest. Son territoire couvre une superficie de 15,2 km2, et était peuplé en 2020 de 41 795 habitants, pour une densité de 2746,1 habitants par km2.
Cette municipalité fait partie de la Zona metropolitana de Orizaba (es), qui est composée des municipalités de Orizaba, Ixtaczoquitlán, Camerino Z. Mendoza, Río Blanco, Nogales, Mariano Escobedo, Ixhuatlancillo, Rafael Delgado, Atzacan, Maltrata, Huiloapan de Cuauhtémoc et Tlilapan, pour une population totale de 465 175 habitants.
Elle est limitrophe au nord-est de la municipalité de Orizaba, au nord-ouest de celle de Ixhuatlancillo, au sud-ouest de celle de Nogales, et au sud-est de celle de Huiloapan de Cuauhtémoc.

## Composition et démographie
La municipalité était composée en 2020 de 4 localités, dont une seule était considérée comme urbaine, les autres étant rurales.
| Localité         | Population |
| ---------------- | ---------- |
| Río Blanco       | 41 785     |
| Piedra Gacha     | 6          |
| Los Japoneses    | 2          |
| Rancho Viejo     | 2          |
| Total population | 41 795     |

En plus de l'espagnol, plusieurs langues amérindiennes sont parlées dans la municipalité, dont les principales sont par ordre d'importance : le nahuatl, et de manière plus marginale le chinantèque et le mazatèque.

## Histoire
Un arrêté de 1826 ordonne la fusion des municipalités de Tenango, Huiloapan et Nogales. Ces trois municipalités retrouvent leur autonomie en 1859.
En 1892 est inaugurée par le président Porfirio Díaz une grande textile, créée avec la participation de capitaux français. Celle-ci emploie alors 1700 ouvriers. Le 07 janvier 1907, cette usine connaîtra une grève importante (es), réprimée par l'armée.
En 1899, le siège de la municipalité est déplacé à emplacement actuel, elle prend alors le nom de Río Blanco.

## Économie

### Agriculture et élevage
La superficie des parcelles semées représentait en 2021 une surface totale de 57 hectares, parmi lesquels 29 hectares étaient voués à la culture du café, 19 hectares étaient voués à la culture de la canne à sucre, et 9 hectares étaient voués à celle du maïs.
En 2021, la production de viande par tonnes comprenait 9,3 tonnes de viande bovine, 649,8 tonnes de viande porcine, 2,3 tonnes de viande ovine, 0,4 tonne de viande caprine, 0,5 tonne de volailles, et 0,3 tonne de dinde. La superficie vouée à l'élevage représentait alors 6 hectares.